# 杰弗里狸藻
杰弗里狸藻（学名：Utricularia geoffrayi）為狸藻屬似多年生小型陆生食虫植物。其种加词“geoffrayi”来源于法国植物采集者杰弗里（Geoffray）。杰弗里狸藻分布于中南半岛，存在于柬埔寨、泰国和越南。1920年，弗朗索瓦·佩列格林（François Pellegrin）正式描述了杰弗里狸藻。其陆生于海拔约1300米的稻田内或附近的矮小杂草中。花期为9月至12月。